# Heuberg (Hofgeismarer Stadtwald)
Der Heuberg (früher Hoi-Berg = Hoher Berg genannt) bei Hofgeismar im Landkreis Kassel, Nordhessen, ist mit 392 m ü. NHN der höchste Berg des Hofgeismarer Stadtwaldes und gleichzeitig des gesamten Oberwälder Landes, einer naturräumlichen Haupteinheit des Niedersächsischen Berglandes.

## Geographie

### Lage
Der Heuberg erhebt sich im Hofgeismarer Stadtwald etwa 3,7 km nordwestlich des Ortskerns von Hofgeismar. Nordnordöstlich liegt Eberschütz (zu Trendelburg), nordwestlich Lamerden (zu Liebenau), die beide von der Diemel durchflossen werden, und südwestlich Ostheim (zu Liebenau).
Der ostsüdöstliche Nachbar des Heubergs ist der Westberg, der mit etwa 340 m die zweithöchste Erhebung des Höhenzugs ist. Sein Nordostausläufer ist der Olmesberg (ca. 334 m), sein Südwestausläufer der Arensberg (ca. 335 m). Östlich erhebt sich jenseits des Tals der Esse der Schöneberg (323,2 m) mit der Burgruine Schöneberg.

### Naturräumliche Zuordnung
Der Heuberg gehört in der naturräumlichen Großregion 3. Ordnung des Niedersächsischen Berglandes zur Haupteinheitengruppe Oberes Weserbergland (Nr. 36), zur Haupteinheit Oberwälder Land (361), heute synonym zur einstigen Teileinheit Brakeler Kalkgebiet (361.0), und zum Naturraum Bever-Diemel-Kalkbergland (361.02). Innerhalb der Einheit 361.02 zählt es zum Südteil Liebenauer Bergland.

## Schutzgebiete
Auf der Nordwestflanke des Heubergs liegt das Naturschutzgebiet Kalkmagerrasen und Diemelaltwasser bei Lamerden (CDDA-Nr. 163989; 1989 ausgewiesen; 18 ha groß) mit dem gleichnamigen LSG (CDDA-Nr. 378495; 1986; 16 ha) und FFH-Gebiet (FFH-Nr. 4422-303; 17 ha).

## Verschiedenes
Auf der Heubergkuppe stand seit 1957 ein hölzerner Aussichtsturm, der wegen Baufälligkeit abgerissen und durch einen Sende-/Fernsehturm ersetzt wurde. Der Sendeturm vom Typ FMT 9/84 hat eine Höhe von 58,0 m und einen Aufsatz (Antenne) von 18,0 m Höhe. Er liegt auf einer Höhe von 376 m NN. Um den Berg herum führen mehrere Wanderwege, darunter der Rundwanderweg 6. Alte Funde weisen auf vorgeschichtliche Vergangenheit hin. 